# Chiesa di San Giorgio (Predore)
La chiesa di San Giorgio è un edificio di culto di Predore, in provincia e diocesi di Bergamo.
L'oratorio conserva tracce del romanico lombardo del X secolo, poi rivisitato.

## Storia
La chiesa fu edificata nel X secolo, lontano dall'urbano di Predore, in quello che era un oliveto. Poche sono le testimonianze rimaste della parte antica dell'oratorio e sono solo nella parte esterna. Anticamente l'edificio era a un livello inferiore dell'assetto stradale, come indicherebbero le monofore, poi tamponate e sicuramente risalenti all'alto medioevo, probabilmente del primo secolo del millennio. Piccoli blocchi in tufo, indicano l'altezza su cui era posta la copertura originale dell'edificio poi rialzato. Nel XII secolo la chiesa fu ampliata e modificata con la posa dell'imponente portale ad arco, poi chiuso, avente blocchi in pietra di grandi dimensioni che indicherebbero questo l'unico antico ingresso, testimoniando che non vi era, neppure nell'originaria costruzione, un accesso sulla facciata.
L'oratorio fu visitato da san Carlo Borromeo nel 1575 durante la sua visita diocesana alla provincia di Bergamo.
La chiesa fu rimaneggiata nel Seicento, visibile è la diversa stesura muraria dell'abside che prende la forma rettangolare. L'edificio fu per molto tempo abbandonato per diventare oggetto d'importante lavoro di recupero solo alla fine del XX secolo.

## Descrizione

### Esterno
La chiesa è anticipata dal sagrato con pavimentazione in ciottolato e lastre di pietra, ed è posta in prossimità della viabile che collega Sarnico da Predore. Tutto l'edificio è in pietrame a vista. Il fronte principale è molto semplice, a capanna, con l'ingresso posto centralmente completo di contorno in pietra di Sarnico e architrave con gocciolatoio, del Novecento, e rialzato da due gradini. La parte termina con il timpano triangolare.
Il tetto ospita il campanile a vela, sempre in conci di pietra, a doppia alzata, dotato di due piccole campane, la maggiore fusa da Capanni di Castelnovo ne' Monti nel 1984. Lo completa una cuspide a cono coronata da una piccola croce ferrea.

### Interno
L'interno a navata unica a pianta rettangolare presenta un'apertura laterale che era l'antico ingresso con una finestre posta nella parte superiore, e una identica corrispondente sul lato sinistro. Le pareti sono intonacate e prive di affreschi, se non tracce di un antico dipinto posto sulla controfacciata raffigurante il volto della Madonna. Vi sono due quadri raffiguranti scene dell'Antico Testamento. La zona del presbiterio,  è a pianta quadrata anticipata dall'arco trionfale, da un gradino, e di misura inferiore all'aula. Un'apertura laterale al presbiterio collega con i locali della sacrestia.